# Auf fremden Pfaden
Auf fremden Pfaden, Band 23 der Reihe Karl May’s Gesammelte Reiseerzählungen, enthält neun kürzere, bereits vorab in Zeitschriften veröffentlichte Erzählungen mit ganz unterschiedlichen Handlungsorten. Karl May hat diese Erzählungen 1897 selbst für die Buchausgabe im Verlag Friedrich Ernst Fehsenfeld ausgewählt und überarbeitet.
1910 erschien eine illustrierte Ausgabe mit Bildern von Willy Planck.

## Inhalt
- Saiwa tjalem (nachher: Der Talisman)
- Der Boer van het Roer (vorher: Der Africander, nachher: Das Kafferngrab)
- Er Raml el Helahk (nachher: Der „Sand des Verderbens“)
- Blutrache
- Der Kutb
- Der Kys-Kaptschiji (nachher: Der Händler von Serdescht)
- Maria oder Fatima
- Gott läßt sich nicht spotten (vorher: Old Cursing-Dry, nachher: Der Flucher)
- Ein Blizzard (vorher: Ein amerikanisches Doppelduell)

### Saiwa tjalem
Saiwa tjalem. Von Karl May ist eine Reiseerzählung Karl Mays.

#### Textgeschichte
Die Erzählung wurde 1883 geschrieben und im selben Jahr erstmals in der Zeitschrift Vom Fels zum Meer veröffentlicht.
1897 wurde der Text dann in den Band Auf fremden Pfaden der Gesammelten Reiseerzählungen übernommen.
In den Gesammelten Werken ist der Text nach 1945 unter dem Titel Der Talisman in Band 23 Auf fremden Pfaden zu finden.
Der Braunschweiger Verlag A. Graff veröffentlichte 1976 in der Reihe Werkdruck-Reprints den Vom Fels zum Meer-Band Christi Blut und Gerechtigkeit/Saiwa tjalem mit einem Faksimile des Erstsatzes.
1984 gab Siegfried Augustin im Südwest-Verlag Stuttgart den von Gustav Krum illustrierten Anthologieband Die schönsten Abenteuergeschichten heraus, der u. a. eine bearbeitete Fassung der Erzählung mit dem Titel Old Shatterhands Abenteuer in Lappland enthält. 1997 wurde der gleiche Band bei Cormoran veröffentlicht.
1985 erschien die Wiedergabe des Erstdrucks in Der Krumir, einem Reprintband der Karl-May-Gesellschaft.
Bei Langen-Müller erschien 2001 der von Siegfried Augustin und Walter Hansen herausgegebene Karl-May-Band Abenteuergeschichten, der wiederum eine Bearbeitung mit dem Titel Saiwa tjalem – Als Skiläufer in Lappland enthält.
Unter dem Titel Der Rentiermörder erschien 2007 eine bearbeitete Fassung der Geschichte im Sonderband zu den Gesammelten Werken An der Quelle des Löwen.
2011 gab German Neundorfer in der Reihe Fischer Klassik die Anthologie Die schönsten Jagdgeschichten. Ein Lesebuch heraus, das einen unbearbeiteten Neusatz der Geschichte unter dem Titel Bärenjagd in Lappland enthält.
Die Fassung Der Talisman ist im 2012 im Karl-May-Verlag erschienenen Sonderband Ein Lesebuch enthalten, von dem auch eine Lizenzausgabe bei Weltbild erschienen ist.

#### Inhalt
In Mays einziger in Lappland spielenden Erzählung ist der Ich-Erzähler auf Besuch bei einer Lappen-(Samen-)Familie in deren Kåta (Kohte). Bei der Jagd auf einen Bären, der ein Rentierkalb gerissen hat, sehen die Verfolger einen Mann, der offenbar aus schlechtem Gewissen vor ihnen flieht. Vater Pent, der darauf besteht, ihn allein zu verfolgen, stürzt in eine Eisspalte und wird vom Erzähler gerettet. Vorher war er vom Dieb seiner versteckten Ersparnisse niedergeschlagen und beraubt worden. Sein „Saiwa tjalem“ (wörtlich: „heiliges Schriftstück“ = Talisman, Amulett) soll ihm bei der Wiederbeschaffung helfen. Der Erzähler kann durch seine Fährtenlesekunst und List den Knecht Pawek des Nachbarn Stalo als Räuber überführen.
„Härra, hier thue ich, was ich dir gelobt habe. Du hast mir bewiesen, daß dieses Saiwa tjalem kein heiliges Schreiben ist; das Feuer mag es fressen. Du aber bleibe bei uns, so lange es dir gefällt, denn wir haben dich lieb und du bist so klug und freundlich, als ob du unser Sohn und Bruder seist – – mon kalkap wuortnot ... ich werde es beschwören!“

#### Sonstiges
Die Erzählung wurde 1888 in die Welthilfssprache Volapük übersetzt und veröffentlicht.

### Der Boer van het Roer
Der Boer van het Roer. Ein Abenteuer aus dem Kaffernlande von Karl May ist eine aus einer früheren Abenteuergeschichte entwickelte und überarbeitete Erzählung Karl Mays. „Boer van het Roer“ ist dabei zu übersetzen mit: „Bure mit dem Gewehr“.

#### Textgeschichte
Die Erzählung wurde 1877/78 von Karl May geschrieben und erstmals in der Zeitschrift Frohe Stunden unter dem Pseudonym „Emma Pollmer“ mit dem Titel Der Africander veröffentlicht. Die Erzählung Die Boerenfamilie von Klaarfontein (1855) von W. O. von Horn bildete dabei eine Vorlage für Karl Mays Text.
Ende 1879 erschien eine erweiterte Fassung der Geschichte als Der Boer van het Roer. Ein Abenteuer aus dem Kaffernlande von Karl May im Deutschen Hausschatz.
1894 wurde der Text unter dem Titel Ein Abenteuer in Südafrika. Von Emma Pollmer in vermutlich von fremder Hand bearbeiteter Form in die Sammelbände Der Karawanenwürger und Aus fernen Zonen aufgenommen, die zahlreiche Nachauflagen erlebten.
Karl May selbst arbeitete 1897 die Hausschatz-Fassung für den Band 23 der Gesammelten Reiseerzählungen Auf fremden Pfaden um, wo sie unter dem Titel Der Boer van het Roer geführt wurde. May verlegte dabei die Handlungszeit in die 1860er und 1870er Jahre – also in seine eigene Lebenszeit – und passte den Text an die geänderten Verhältnisse an. Was er aufgrund seiner Geschichtskenntnisse für möglich gehalten und in der ersten Fassung beschrieben hatte, war eingetreten. Nur ein kleiner Umbau in den Namen und Orten war nötig, um die Erzählung auf den neuesten Stand zu bringen.
Im Rahmen der Gesammelten Werke findet sich der Text seit 1967 modernisiert im Band 71 Old Firehand als Der Afrikaander wieder.
In der Reihe Karl May Taschenbücher erschien erstmals 1971 eine Lizenzausgabe des 71. Bandes.
Ebenfalls 1971 veröffentlichte die Karl-May-Gesellschaft als Privatdruck den Band Frohe Stunden in der Reihe Erstdrucke Karl Mays in Faksimile-Ausgaben, in dem auch ein Reprint von Der Africander enthalten war.
1987 brachte der Karl-May-Verlag einen Reprint der ersten Buchausgabe des Karawanenwürgers mit einem umfangreichen Nachwort zur Werksgeschichte heraus.
Im Jahre 2000 wurde der Erstdruck im Reprint-Band Frohe Stunden der Karl-May-Gesellschaft wiederveröffentlicht.
2009 veröffentlichte der epubli Verlag den Sammelband Erzählungen Band II. Abenteuererzählungen, der den unbearbeiteten Text im Neusatz enthält.
1982 brachte die Karl-May-Gesellschaft den Reprintband Kleinere Hausschatz-Erzählungen heraus, der einen reprographischen Nachdruck der Erstausgabe enthält.

#### Inhalt

##### Der Africander
1. Der Raub
2. Die Vergeltung

Zwei Engländer, Raffley und Hoblyn, suchen die Buren-Ansiedlung Klaarfontein auf, wo nach ihrer Information ein sehr hübsches Negermädchen – Hannje – als Pflegekind der Niederländer lebt. Herr in Klaarfontein ist der Africander Piet van Holmen, die rechte Hand von Pieter Uys, der sich gegen den Zuluhäuptling Dingaan rüstet. Die Engländer nutzen die Gastfreundschaft der Buren schamlos aus und entführen Hannje, Piets Braut.
Piet ist zu dieser Stunde nicht daheim, sondern trifft sich mit Pieter Uys und Dingaans Bruder und Todfeind Panda, um Dingaans Sturz vorzubereiten. Wie sich herausstellt, ist Hannje Pandas Tochter.
Kaum erfährt Piet von ihrer Entführung, macht er sich an die Verfolgung. Er fällt dabei dem berüchtigten Dingaan in die Hände, kann aber entkommen. Dabei befreit er Hannje und schleppt Dingaan mit sich fort.
Nach dem Sieg der Buren über die Kaffern wird Panda neuer Zuluhäuptling, und Piet kann seine Hannje heiraten und erhält obendrein noch von Panda wertvolle Diamanten als Brautschatz.

##### Der Boer van het Roer
Ende der 1830er Jahre: Der Ich-Erzähler ist mit seinem schwarzen Diener Quimbo in Transvaal unterwegs, um das Land kennenzulernen.
Dabei trifft er mit dem berühmten Burenführer Pieter Uys zusammen und gerät in die Auseinandersetzungen zwischen Buren einerseits, Kaffern und Engländern andererseits. Hauptpersonen der Erzählung sind Jan van Helmers, der Africander, und seine schwarze Braut Mietje, die sich im Verlauf der Erzählung als Tochter des Zulufürsten Panda erweist. Der Erzähler greift auf Seiten der Buren in die Geschehnisse ein, entlarvt einen englischen Kurier und trägt am Schluss zum Sieg über den berüchtigten Zuluhäuptling Dingaan, Pandas Bruder, bei.
Während der Entscheidungsschlacht, die in eine Metzelei ausartet, gerät Dingaan durch einen tollkühnen Akt des Africanders in Gefangenschaft und Jan kann seine Mietje heiraten, nachdem durch Pandas Übernahme der Häuptlingswürde zwischen Buren und Zulus Frieden eingekehrt ist.

### Er Raml el Helahk
Er Raml el Helahk. Reiseerlebnis von Dr. Karl May ist eine Marienkalendergeschichte Karl Mays.

#### Textgeschichte
Die Erzählung wurde 1895 geschrieben und im selben Jahr im Regensburger Marien-Kalender für das Jahr des Heiles 1896  und in dessen Parallelausgabe Tiroler Marien-Kalender für das Jahr des Heiles 1896 erstmals veröffentlicht.
1897 wurde der Text dann in den Band Auf fremden Pfaden der Gesammelten Reiseerzählungen übernommen.
Er Raml el Helahk ist seitdem in den Nachauflagen und Neuausgaben von Auf fremden Pfaden enthalten.
Im Rahmen der Gesammelten Werke findet sich der Text heute bearbeitet unter dem Titel Der „Sand des Verderbens“ in Band 10 Sand des Verderbens wieder.
1979 erschien die Wiedergabe des Erstdrucks in Christus oder Muhammed. Marienkalender-Geschichten, einem Reprint der Karl-May-Gesellschaft.
In der Anthologie Abenteuergeschichten der Weltliteratur, die 1984 im Artia Verlag Prag erschien, ist die Erzählung in bearbeiteter Form unter dem Titel Das Meer des Sandes enthalten.
Der Miniaturbuchverlag Leipzig brachte 2008 als zweiten Band seiner Karl-May-Reihe Sand des Verderbens heraus, und zwar in der Fassung der Gesammelten Werke. Die Aufmachung des Miniaturbuchs lehnt sich an Band 10 an, es enthält jedoch nur Die Gum und die Titelgeschichte.

#### Inhalt
1. Der Khabir.
2. In den Magarat ess ssuchur.
3. Isa Ben Marryam akbar.

Kara Ben Nemsi hat sich einer Handelskarawane angeschlossen, deren Ziel Murzuk ist. Ein Späher der Tuareg (Imoscharh), die die Karawane überfallen wollen, wird von ihm entlarvt und entwaffnet.
„Er that einen Sprung auf mich zu, indem er die Arme ausbreitete, um sie um mich zu schlingen und mir die Messer in den Rücken zu stoßen; aber meine Faust kam ihm zuvor; ich schlug sie ihm von unten herauf unter das Kinn, daß er zurückflog und in den Sand stürzte. Im nächsten Augenblick war er wieder auf und legte die Flinte, welche er festgehalten hatte auf mich an; eben als der Hahn knackte, griff ich zu, riß sie ihm aus den Händen, sprang zwei Schritte zurück, richtete den Lauf auf ihn und drohte [...]“
Trotzdem wird dieser vom Schech el dschemali der Karawane als Führer ausgewählt. Später treffen sie mit einer Gruppe Tibbu zusammen, die Khaloba, den entführten Sohn des Tuareghäuptlings Rhagata, mit sich führt. Der Späher lockt die Tibbu samt der Handelskarawane in die Hände der Tuaregkrieger, die den entführten Knaben befreien und die Entführung rächen wollen. Da bricht ein Sandsturm herein, durch den der Knabe auf den tückischen Sandsee „Er Raml el Helahk“ gerät. In seiner Verzweiflung ist der Häuptling der Tuareg bereit, zu Jesus zu beten („Isa Ben Marryam akbar!“), worauf Kara Ben Nemsi Khaloba rettet.

#### Illustrationen
Für die Erstveröffentlichungen der Marienkalendergeschichten Blutrache und Er Raml el Helahk schuf Ed. Wolf insgesamt sieben Holzstiche.

### Blutrache
Blutrache. Reiseerlebnis auf der Karawanenstraße nach Mekka von Dr. Karl May ist eine Marienkalendergeschichte Karl Mays.

#### Textgeschichte
Die Erzählung wurde 1894 geschrieben und im selben Jahr erstmals im Regensburger Marien-Kalender für das Jahr des Heiles 1895  und in dessen Parallelausgabe Tiroler Marien-Kalender für das Jahr des Heiles 1895 erstmals veröffentlicht.
1897 wurde der Text dann in den Band Auf fremden Pfaden der Gesammelten Reiseerzählungen übernommen.
Blutrache ist seitdem in den Nachauflagen und Neuausgaben von Auf fremden Pfaden enthalten.
In der Schülerzeitung Tertia erschienen im Frühjahr 1935 die ersten beiden Folgen der Erzählung als Lizenz des Karl-May-Verlags.
1979 erschien die Wiedergabe des Erstdrucks in Christus oder Muhammed. Marienkalender-Geschichten, einem Reprint der Karl-May-Gesellschaft.
In der DDR wurde 1988 der Karl-May-Sammelband Es sei Friede! veröffentlicht, in dem die Erzählung Blutrache ebenfalls enthalten ist.
1996 erschien in der von Siegfried Augustin und Walter Hansen besorgten Karl-May-Ausgabe des Nymphenburger Verlags, in der so genannten Roten Reihe, die Reiseerzählung – bearbeitet – im Sammelband Hadschi Halef Omar und der Frauenräuber von Serdascht.

#### Inhalt
1. In Basra.
2. El Lakit.
3. Um des Kindes willen.

Kara Ben Nemsi fährt mit Hadschi Halef Omar, Omar Ben Sadek und einigen Haddedihn auf einem Floß nach Basra. Als sie einige alte Ruinen im 15 Kilometer entfernten Alt-Basra („Kubbet el Islam“) anschauen wollen, bietet ihnen der berühmte Scheik der Muntefik, Abd el Kahir, Pferde an. Kara Ben Nemsi traut ihm im Gegensatz zu den anderen nicht.
Bei den Ruinen überfällt der Scheik sie mit einigen seiner Kriegern und tötet Mesud Ben Hadschi Schukar, einen Haddedihn, der viel Geld bei sich hatte. Außerdem werden die Waffen Kara Ben Nemsis, Henrystutzen und Bärentöter, gestohlen.
Wieder in Basra, erfährt man, dass es nicht Abd el Kahir war, sondern der Scheik der Handhala. Diesen treffen sie beim Gouverneur von Basra. Auf einigen Umwegen können sie den Betrüger, der sich für Abd el Kahir ausgibt, stellen.

#### Illustrationen
Für die Erstveröffentlichungen der Marienkalendergeschichten Blutrache und Er Raml el Helahk schuf Ed. Wolf insgesamt sieben Holzstiche.

#### Vertonungen
2005 erschien Blutrache bei Maritim auf 2 CDs als Hörbuch, gesprochen von Konrad Halver.

### Der Kutb
Der Kutb. Reiseerzählung von Dr. Karl May ist eine Marienkalendergeschichte Karl Mays.

#### Textgeschichte
Die Erzählung schrieb May 1894. Im gleichen Jahr wurde sie in Benziger's Marien-Kalender 1895 und in dessen Parallelausgabe Kevelaerer Marien-Kalender 1895 erstmals veröffentlicht.
1897 übernahm May den Text in den Band Auf fremden Pfaden der Gesammelten Reiseerzählungen. Der Kutb ist seitdem in allen Nachauflagen und Neuausgaben von Auf fremden Pfaden enthalten.
1974 wurde der Text modernisiert im Sammelband Der große Traum (Deutscher Taschenbuch Verlag) veröffentlicht.
1978 erschien im Manfred Pawlak Verlag Herrsching der Sammelband Unter heißer Sonne als gebundene Ausgabe. Darin ist Der Kutb in modernisierter Fassung enthalten.
1979 erschien die Wiedergabe des Erstdrucks in Christus oder Muhammed. Marienkalender-Geschichten, einem Reprint der Karl-May-Gesellschaft.
Der Pawlak-Band wurde 1983 als Taschenbuch neu aufgelegt und eine satzgleiche Lizenzausgabe davon 1992 im Leipziger Kommissions- und Großbuchhandel.

#### Inhalt

##### In Kairo.
Kara Ben Nemsi kommt nach längerer Abwesenheit zurück und vermisst seinen Freund Ben Musa Effendi, der samt dem Koffer des Ich-Erzählers verschwunden ist. Nur mit seiner Notreserve versehen, mietet sich Kara Ben Nemsi bei einem Pfeifenreiniger ein, der mit einem Bettler befreundet ist. Dieser Bettler hat eine Tochter, der Kara Ben Nemsi helfen kann.
Der Bettler, der eigentlich ein reicher Mann ist, revanchiert sich wenig später und bringt während einer Hatz auf Christen Kara Ben Nemsi in Sicherheit, in dem er diesen – als Bettler verkleidet – am Stadttor Bab Zuweileh platziert. Dort hört dieser das Gebet eines heimwehkranken Soldaten aus Tunis an den Kutb und gibt ihm mitleidig Geld für die Heimreise.

##### In Kaïrwan.
Etliche Zeit später ist Kara Ben Nemsi in Tunesien unterwegs. Er entdeckt einen Toten und wird von den Uëlad Siminscha für den Mörder gehalten. Von einem französischen Händler wird er entlastet und erfährt von diesem, dass dessen Sohn Armand vor zwei Jahren verschwunden ist. Kara Ben Nemsi hat den Verdacht, dass der Knabe nach Kairwan gebracht worden sein könnte, und begleitet den Vater dorthin.
Verkleidet als Pilger betreten sie heimlich die heilige Stadt und finden dort tatsächlich den sechsjährigen Knaben, der begeistert seinen Vater enttarnt. Ein Tempeldiener, der ehemalige Soldat aus Kairo, rettet die drei vor dem wütenden Mob und bringt sie aus der Stadt. Happy End.

#### Sonstiges
Kara Ben Nemsi erwähnt einen früheren Aufenthalt in Kaïrwan.
Der erste Teil der Erzählung ist auf September 1881 datiert.
Für den Erstabdruck erhielt May 300 Mark Honorar.

#### Vertonungen
2005 wurde die Erzählung erstmals vertont. Konrad Halver las das Hörbuch.

### Der Kys-Kaptschiji
Der Kys-Kaptschiji. Reiseerlebnis von Dr. Karl May ist eine Marienkalendergeschichte Karl Mays.

#### Textgeschichte
Die Erzählung wurde im Frühjahr 1895 geschrieben und in zwei Teilen 1895 und 1896 in Benziger's Marien-Kalender 1896 und 1897 sowie in dessen Parallelausgabe Kevelaerer Marien-Kalender 1896 und 1897 erstmals veröffentlicht.
1897 wurde der Text dann in den Band Auf fremden Pfaden der Gesammelten Reiseerzählungen übernommen.
Der Kys-Kaptschiji ist seitdem in allen Nachauflagen und Neuausgaben von Auf fremden Pfaden enthalten.
So findet sich der Text in den Gesammelten Werken unter dem Titel Der Händler von Serdescht in Band 23 Auf fremden Pfaden.
1979 erschien die Wiedergabe des Erstdrucks in Christus oder Muhammed. Marienkalender-Geschichten, einem Reprint der Karl-May-Gesellschaft.
1996 erschien in der von Siegfried Augustin und Walter Hansen besorgten Karl-May-Ausgabe des Nymphenburger Verlags, in der so genannten Roten Reihe, die Reiseerzählung – bearbeitet – im Sammelband Hadschi Halef Omar und der Frauenräuber von Serdascht.

#### Inhalt
Kara Ben Nemsi und Halef treffen unweit von Serdescht auf einen armenischen Händler, der sich Dawuhd Soliman nennt, aber Musa Wardan heißt. Kara Ben Nemsi misstraut ihm sofort, weil er ihm ein falsches Salböl des Katholikos verkaufen will. Mitten in einen Streit platzt eine persische Polizeitruppe, die – allerdings auf türkischem Boden – einen berüchtigten Mädchenräuber, den Kys-Kaptschiji, verfolgt. Aber auch mit dieser Gruppe geraten Halef und Kara in Streit, während sich der Händler mit einer Drohung entfernt. Diese Drohung macht Kara und Halef misstrauisch, und sie finden Hinweise, dass der angebliche Händler mit dem Frauenräuber in Verbindung steht. Als sie die Perser warnen wollen, werden sie von diesen abgewiesen und verhöhnt.
Kurz darauf treffen sie auf die Räuber, einer Bande von Schirwanikurden und Armeniern. Bevor sie die gefangenen Mädchen aber auch nur heimlich sehen können, werden sie von Zibarikurden überwältigt, die Kara und Halef für die Mädchenräuber halten. Das Missverständnis wird aber schnell aufgeklärt und der armenische Händler mit seinem Gehilfen festgesetzt. Nach deren Bastonade erhalten Kara Ben Nemsi und seine Gastgeber sämtliche benötigten Informationen und überfallen ihrerseits die Schirwanikurden. Alle geraubten Mädchen können befreit werden.

#### Sonstiges
Kara Ben Nemsi erwähnt vier frühere Aufenthalte in Etschmiadzin am Berg Ararat.

### Maria oder Fatima
Maria oder Fatima. Reiseerlebnis von Dr. Karl May ist eine Marienkalendergeschichte Karl Mays.

#### Textgeschichte
Die Erzählung wurde vermutlich 1892 oder 1893 geschrieben und 1893 erstmals im Eichsfelder Marien-Kalender für das katholische Volk 1894 veröffentlicht.
1897 wurde der Text dann in den Band Auf fremden Pfaden der Gesammelten Reiseerzählungen übernommen. Maria oder Fatima ist seitdem in allen Nachauflagen und Neuausgaben von Auf fremden Pfaden enthalten.
Im Rahmen der Gesammelten Werke findet sich der Text bearbeitet in Band 23 Auf fremden Pfaden wieder.
1979 erschien die Wiedergabe des Erstdrucks in Christus oder Muhammed. Marienkalender-Geschichten, einem Reprint der Karl-May-Gesellschaft.

#### Inhalt
Kara Ben Nemsi und sein Begleiter Halef befreien in den kurdischen Bergen die geraubten Angehörigen eines Dorfes, das von Schiiten und Christen bewohnt wird. Im Zuge dieser Befreiungsaktion überzeugt Kara die Schiiten von der Überlegenheit der christlichen Maria gegenüber der von ihnen verehrten Fatima.

### Gott läßt sich nicht spotten
Old Cursing-Dry. Reiseerinnerung von Dr. Karl May ist eine Marienkalendergeschichte Karl Mays.

#### Textgeschichte
Die Erzählung wurde 1895 geschrieben und 1896 erstmals im Regensburger Marien-Kalender für das Jahr des Heiles 1897  und in dessen Parallelausgabe Tiroler Marien-Kalender für das Jahr des Heiles 1897 erstmals veröffentlicht.
1897 wurde der Text dann unter dem Titel Gott läßt sich nicht spotten in den Band Auf fremden Pfaden der Gesammelten Reiseerzählungen übernommen. Gott läßt sich nicht spotten ist seitdem in allen Nachauflagen und Neuausgaben von Auf fremden Pfaden enthalten.
So findet sich die Geschichte heute unter dem Titel Der Flucher in bearbeiteter Form in Band 23 der Gesammelten Werke, Auf fremden Pfaden.
1979 erschien die Wiedergabe des Erstdrucks in Christus oder Muhammed. Marienkalender-Geschichten, einem Reprint der Karl-May-Gesellschaft.

#### Inhalt
Vorgeschichte: Als Kind beobachtet der spätere Old Shatterhand einen fluchenden Fuhrmann und ahmt ihn kindlich nach. Sein Vater und seine geliebte Großmutter strafen ihn mit Ausschluss von seinem Lieblingsessen und grobem Abwaschen des „schmutzigen“ Mundes. So wird dem kleinen Karl das Fluchen lebenslang verleidet. 
Die eigentliche Episode spielt Jahre später im Wilden Westen. Winnetou und Old Shatterhand befinden sich bei den Navajos, als zwei Kundschafter der Pa-Ute ergriffen werden. Um das Lager der Pa-Utes zu finden, reiten sie auf Kundschaft. Auf dem Weg treffen sie Dick Hammerdull und Pitt Holbers, wegen ihrer Verteidigungstaktik die verkehrten Toasts genannt, die in Begleitung eines gewissen Mr. Fletcher sind, der in jedem Satz, den er sagt, mehrere Flüche verwendet. Dieser rohe Mensch ist ein mitleidloser Indianerhasser, was er ohne Rücksicht – besonders auf Winnetou – immer wieder äußert. Hammerdull und Holbers wollten zu den Navajos, um Hilfe für ihre von den Pa-Ute gefangenen Gefährten zu holen, die nur gefangen wurden, weil Mr. Fletcher, genannt Old Cursing-Dry, zwei Pa-Ute ermordet hat, darunter den Sohn des Häuptlings.
Fletcher bestreitet dies und flucht, er wolle auf der Stelle erblinden und zerschmettert werden, wenn er der Mörder wäre. Ein dritter Indianer hat aber Fletcher bei dem Mord beobachtet und beschreibt ihn dem Häuptling der Pa-Ute in dem Augenblick, als Winnetou sie belauscht. Winnetou hat so Beweise gegen Fletcher, der inzwischen von Old Shatterhand wegen seiner ständigen Lästerungen gefesselt und geknebelt wurde.
In der Nacht werden die weißen Gefangenen, unter denen sich der Sohn Fletchers befindet, mit Hilfe eines Floßes befreit. Fletchers Sohn ist keinen Deut besser als sein Vater und beleidigt direkt seine Befreier. Die Pa-Ute werden in einen Canyon gelockt und mit Hilfe der herbeigerufenen Navajos umzingelt. Die Pa-Ute erkennen ihre ausweglose Lage und verhandeln. Man schließt Frieden, wobei die Auslieferung Fletchers Teil der Verhandlungen ist. Davor wird aus Weißen und Indianern ein Savannengericht gebildet und Fletchers Schuld bewiesen. Er wird den Pa-Ute ausgeliefert, die ihn zu Tode martern wollen. Bei der Übergabe ergreift Old Cursing-Dry die Pistole des Häuptlings, schießt auf diesen, verfehlt, und schießt sich selbst in den Kopf. Die Waffe enthielt nur die Pulverladung, keine Kugel, der Schurke blendet sich so selbst. So geht der erste Teil des Fluches in Erfüllung. In der Nacht wird er von seinem Sohn befreit, sie werden aber, da sie auf einem Pferd reiten, vom Posten angeschossen, der Sohn stirbt. Fletcher reitet blind und hilflos weg. Versehentlich lenkt er das Pferd zu einer Felsenkante, das Pferd weigert sich weiterzulaufen und wirft ihn ab. Er liegt zerschmettert auf dem Boden des Canyons. Gott hat sein Gericht gehalten. Old Shatterhand überzeugt den Sterbenden jetzt, sein Fluchen zu bereuen und den Mord zu gestehen. Betend stirbt Old Cursing-Dry, Winnetou und Old Shatterhand hoffen, dass wenigstens seine Seele gerettet ist.

#### Illustrationen
Die Illustrationen bei der Erstveröffentlichung stammen von Emil Reinicke. Sein Old Shatterhand hat eindeutig Karl Mays Gesichtszüge.

#### Vertonung
2012 erschien bei Brendow das Hörspiel Old Cursing Dry nach einer Bearbeitung von Rainer Buck.

### Ein Blizzard
Ein amerikanisches Doppelduell. Reiseerinnerung von Dr. Karl May ist eine Marienkalendergeschichte Karl Mays.

#### Textgeschichte
Die Erzählung wurde erstmals 1896 im Einsiedler Marien-Kalender 1897, veröffentlicht.
Im selben Jahr wurde der Text dann, von Karl May bearbeitet, unter dem Titel Ein Blizzard in den Band Auf fremden Pfaden der Gesammelten Reiseerzählungen übernommen. Ein Blizzard ist seitdem in allen Nachauflagen und Neuausgaben von Auf fremden Pfaden enthalten.
Im Rahmen der Gesammelten Werke findet sich der Text bearbeitet in Band 23 Auf fremden Pfaden wieder.
Ebenfalls enthalten ist der Text im Sammelband Karl-May-Geschichten aus dem Jahr 1943. Dabei handelt es sich um Band 7 der Lagerbücherei der Kinderlandverschickung, eine Lizenzausgabe des Karl-May-Verlags für die Erwin Skacel Verlagsbuchhandlung.
1979 erschien die Wiedergabe des Erstdrucks in Christus oder Muhammed. Marienkalender-Geschichten, einem Reprint der Karl-May-Gesellschaft.
In der DDR-Schülerzeitschrift Trommel erschien 1986 eine modernisierte Fassung von Ein Blizzard.
Im Anthologieband Die schönsten Abenteuergeschichten. Weltberühmte Autoren erzählen von Seefahrern, Indianern und Entdeckern (Moewig Verlag 1997) ist der Text unter dem Titel Ein Blizzard enthalten.
Unter dem Titel Die im Dunkeln sieht man nicht erschien 2010 die Geschichte im Sonderband zu den Gesammelten Werken Auf Tod oder Leben.

#### Inhalt
Winnetou und Old Shatterhand sind (wegen feindlicher Sioux) inkognito in Wyoming und Nebraska unterwegs. Bei einem Aufenthalt im Fort Niobrara werden sie eingeschneit und zu einem zweimonatigen Aufenthalt gezwungen. Zu ihren Leidensgenossen gehören auch zwei Brüder namens Burning, die als Goldgräber in den Black Hills erfolgreich gewesen waren und sich nun auf dem Rückweg befinden. Neben zwei Indianern vom Stamm der Caddo sind auch einige Rowdies im Fort, deren schlimmste Slack und Grinder heißen. Als das Tauwetter einsetzt, ziehen die einzelnen Gruppen nacheinander los, um die nächste Station, Fort Hillock, zu erreichen.
Winnetou und Old Shatterhand stellen fest, dass die beiden Burnings unterwegs ermordet und ausgeraubt wurden. Slack und Grinder haben diese Tat den beiden Indianern in die Schuhe geschoben, welche tatsächlich von der Besatzung des Forts Hillock gefangenen genommen werden. Auch die wahren Mörder sind noch anwesend. Old Shatterhand – immer noch als Mr. Beyer – klagt die wahren Mörder an. Es kommt zu einer Gerichtsverhandlung, bei der Slack und Grinder ihre Unschuld beteuern und Gott lästern. Da es an Beweisen fehlt, erklären sich alle mit einem Gottesurteil in Form eines Doppelduells einverstanden. Die beiden Schurken, Slack und Grinder, sowie Winnetou und Old Shatterhand werden mit Messern bewaffnet gemeinsam in einen dunklen Schuppen gebracht.
Bevor das Duell richtig beginnen kann, bricht ein Blizzard los und der Schuppen stürzt teilweise ein. Slack und Grinder werden dabei so verletzt, dass der eine blind und der andere wahnsinnig wird. Genau so wie sie es in ihren gotteslästerlichen Reden beschworen hatten.
Winnetou und Old Shatterhand können ihre Reise fortsetzen.
Vier Jahre später trifft Old Shatterhand in Baton Rouge Slack und Grinder als arme Bettler. Sie haben auf Fort Hillock doch nicht ihre Strafe gefunden, doch ihre jetzige Lage ist jedenfalls schlimmer.

#### Illustrationen
Die Erstveröffentlichung in dem Marienkalender enthielt Illustrationen von Fritz Bergen.